# Phakopsoraceae
De Phakopsoraceae zijn een familie van schimmels, die behoren tot de roesten. Het typegeslacht is Phakopsora.

## Geslachten
Tot de Phakopsoraceae behoren behorend de geslachten:
1. Aeciure
2. Angiopsora
3. Arthuria
4. Bubakia
5. Catenulopsora
6. Cerotelium
7. Crossopsora
8. Dasturella
9. Kweilingia
10. Macabuna
11. Masseeëlla
12. Monosporidium
13. Newinia
14. Nothoravenelia
15. Phakopsora
16. Phragmidiella
17. Pucciniostele
18. Scalarispora
19. Uredopeltis